# João da Noly
João da Noly es una localidad caboverdiana del municipio de Brava.

## Geografía
La localidad está situada en la isla de Brava.

## Organización territorial
La localidad abarca el lugar de:
- João da Noly